# Стадниченко Лариса Леонідівна
Стадніченко Лариса Леонідівна (7 травня 1960, с. Калюжине, Кегичівський район, Харківська область) — сучасна українська співачка (мецо-сопрано), артистка вокального дуету «Доля» (м. Одеса) та педагог. Заслужена артистка України (1997) та Народна артистка України (2009).

## Біографія
Стадниченко Лариса Леонідівна народилась 7 травня 1960 року у с. Калюжине (Кегичівський район, Харківська область). У 1981 р. закінчила в Донецькій області Артемівське музичне училище (клас хорового диригування І. Чепеленка). За фахом — хормейстер.
Після закінчення училища працювала солісткою-вокалісткою в Шахтарському ансамблі пісні й танцю «Донбас» (Донецьк).
У 1986 р. закінчила Одеську консерваторію (клас професора, заслуженого діяча мистецтв України сольного співу Н. Ф. Войцеховської).
З 1985-1997 рр. — солістка-вокалістка оркестру штабу Одеського військового округу.
З 1986 р. й донині працює артисткою, солісткою та вокалісткою вокального дуету «Доля» Одеської обласної філармонії. Дует «Доля» їздить на гастролі в різні країни світу.
Тетяна Буркацька та Лариса Стадниченко привернули до себе увагу як активні шанувальники української народної та авторської пісні, що з успіхом проявилося під час їх виступів в Канаді в 1984 році, куди студентки були запрошені суспільством об'єднаних українських канадців. За місяць перебування в Канаді дует «Доля» дав понад 60 сольних концертів української пісні.
З 1987 р. і донині — солістка-вокалістка (провідний майстер сцени) Одеської обласної філармонії.
З 2007 року — викладач кафедри сольного співу в Одеській національній музичній академії імені А. В. Нежданової. Вчене звання — доцент, в.о. професора.

## Нагороди та премії
- 1985 р. — Лауреатка Національного конкурсу сучасної української пісні (м. Київ)[1]
- 1992 р. — Лауреатка Міжнародного конкурсу української пісні «Золоті трембіти» (м. Тернопіль)[1]
- 1993 р. — Лауреатка Міжнародного конкурсу камерних виконавців «Золота осінь» (м. Хмельницький)[1]
- 1997 р. — Заслужена артистка України[1]
- 2000 р. — Лауреатка Міжнародного конкурсу вокалістів ім. В. Белліні (м. Раґуза, Італія)[1]
- 2009 р. — Народна артистка України[2]